# Леготський потік (притока Орави)
Леготський потік (словац. Lehotský potok) — річка в Словаччині, права притока Орави, протікає в окрузі Дольни Кубін.
Довжина приблизно 6.7 км. Витік знаходиться в масиві Оравська Магура (геоморфологічна підодиниця Кубінська-Голя; схил гори Мінчол) — на висоті близько 1110-1120 метрів. Протікає територією міста Дольний Кубін (частини Беньова Легота і Малий Бистерец).
Впадає в Ораву на висоті приблизно 465 метрів.